# Соболєв Михайло Аркадійович
Михаіл Аркадьєвіч Со́болєв (рос. Михаил Аркадьевич Соболев) (8 вересня 1937) — російський дипломат. Генеральний консул Російської Федерації в Одесі (Україна) (1999–2002).

## Біографія
Народився 8 вересня 1937 року. У 1960 році закінчив Московський державний університет імені Михайла Ломоносова. Дипломатичну академію (1978). Володіє англійською, французькою мовами.
З 1961 року на дипломатичній роботі в Міністерстві закордонних справ СРСР. Працював на різних дипломатичних посадах у центральному апараті Міністерства та за кордоном.
У 1989–1991 рр. — посол СРСР у Кооперативній Республіці Гаяна і за сумісництвом в Республіці Тринідад і Тобаго.
У 1991–1995 рр. — посол Росії у Кооперативній Республіці Гаяна і за сумісництвом в Республіці Тринідад і Тобаго.
У 1995–1999 рр. — заступник директора Департаменту інформації і друку.
У 1999–2002 рр. — Генеральний консул РФ в українському місті Одеса.

## Дипломатичний ранг
- Надзвичайний і Повноважний Посланник 1 класу